# Aeluropodinae
Aeluropodinae, podtribus jednosupnica smješten u tribus Cynodonteae, dio potporodice Chloridoideae, porodica travovki. Pripadaju mu dva roda sa 7 vrsta
Podribus je opisan u Molecular Phylogenetics and Evolution 55(2): 591. 2010.

## Rodovi
1. Odyssea Stapf (1 sp.)
2. Aeluropus Trin. (6 spp.)